# Vojenský hřbitov Adinkerke
Vojenský hřbitov Adinkerke (anglicky Adinkerke Military Cemetery) je hřbitov nacházející se jižně od vesnice Adinkerke poblíž De Panne v belgické provincii Západní Flandry, nedaleko hranice s Francií a 20 km východně od Dunkerku. Je na něm pohřbeno 168 vojáků Commonwealthu z první a 55 z druhé světové války, a také 142 vojáků z dalších zemí, včetně 40 příslušníků Československé samostatné obrněné brigády, která pobývala v oblasti od podzimu 1944 do května 1945 a zúčastnila se obléhání dunkerského přístavu. Jedná se o jeden z největších hřbitovů československých vojáků. Hřbitov spravuje Komise Britského společenství pro válečné hroby (anglicky Commonwealth War Graves Commission).

## Vzpomínkové akce
Počínaje 16. květnem 1970 se každoročně koncem května z De Panne na hřbitov vydává vzpomínkový průvod vojenských veteránů, představitelů armády, diplomatů a místních obyvatel a starosty. Od rozpadu Československa v roce 1993 organizuje vzpomínkovou slavnost střídavě české a slovenské velvyslanectví v Bruselu.

## Pohřbení českoslovenští vojáci
Na hřbitově je pohřbeno celkem 40 československých vojáků. Jejich hroby jsou označeny náhrobky s československým státním znakem a přes označení „CZECH ARMY“ na náhrobcích (v soupisu pohřbených ovšem už „Czechoslovakian Army“) není možné národnost jednotlivých vojáků určit. Velká část zde pohřbených československých vojáků padla při útoku z 5. listopadu 1944.

### Seznam pohřbených československých vojáků
Zdeněk Bednárek, Vilém Bergler, Otakar Caletka, Pavel Čolko, Ludvík Davidovič, Josef Doppler, Josef Dubil, Augustin Duda, Ladislav Elbert, Otto Fried, Otakar Gabriel, Imrich Glasel, Ondrej Grünbaum, Abraham Hanzel, František Henzl, Alois Horký, Jan Horňák, Josef Jílek, František Juríček, Antonín Knot, Bedřich Kohn, Václav Kuneš, Ladislav Lackovič, Izák Lorber, Jan Maixner, Jakub Marvan – dříve Mermelstein, Jiří Mautner, Antonín Prášek, Heinz Propper, Alexander Rosenfeld, David Rothenberg, Adolf Scheffel, Evžen Schwarcz, Ferd Skála, Karel Soška, Ladislav Terray, Karel Uher, Herbert Weil, Josef Žerdík a jeden neznámý voják.

## Fotografie

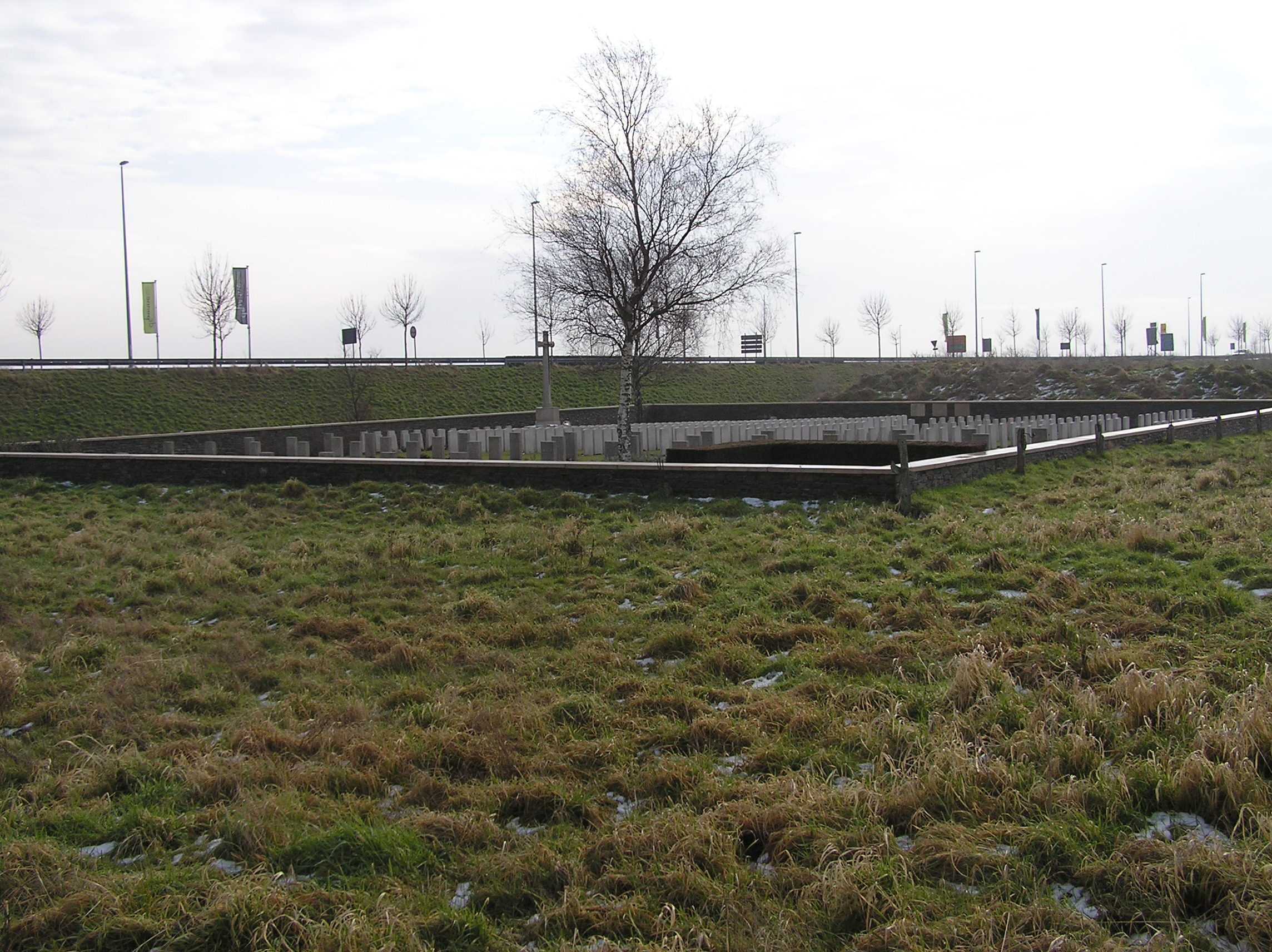
celkový pohled
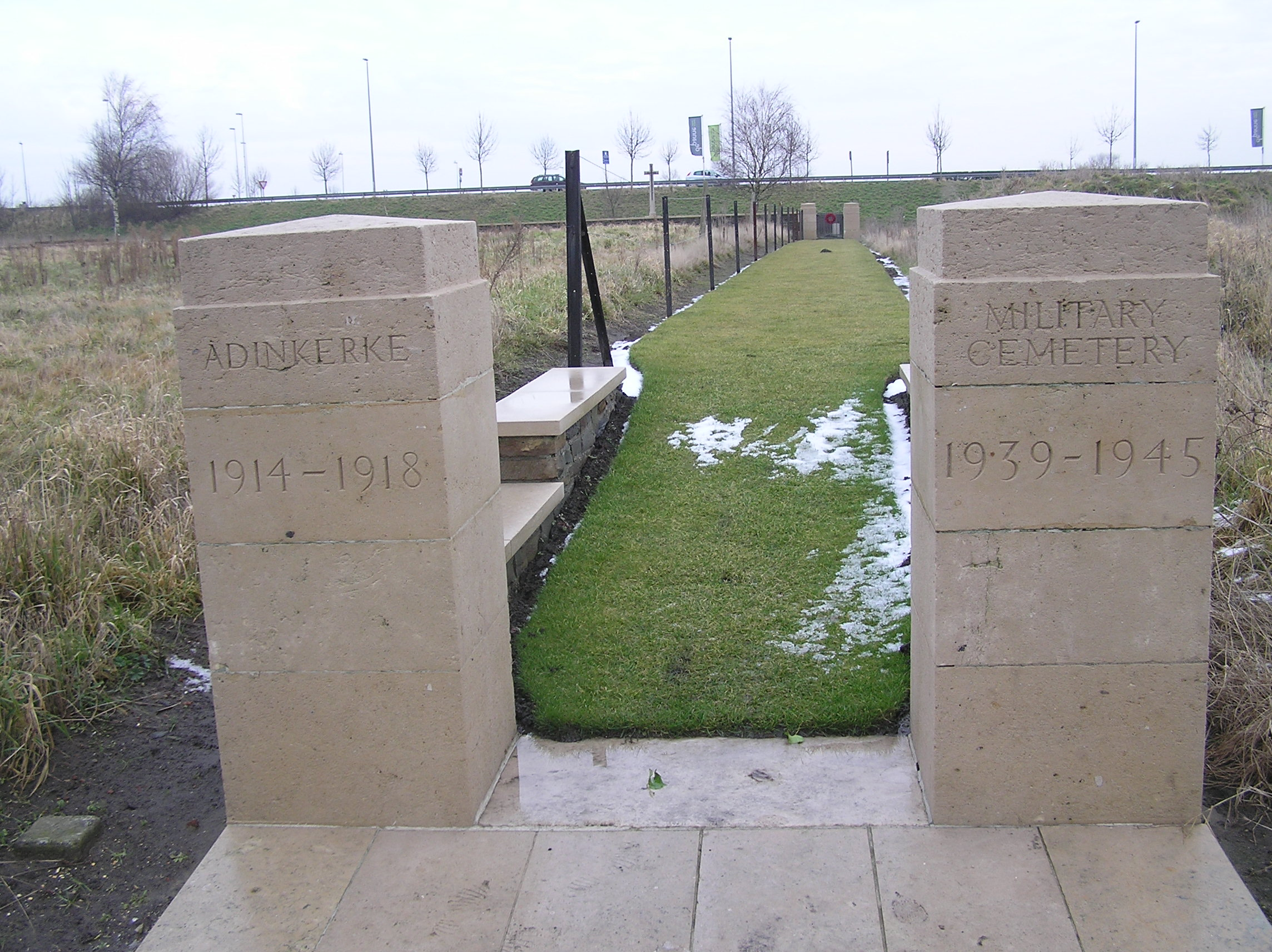
vstupní brána
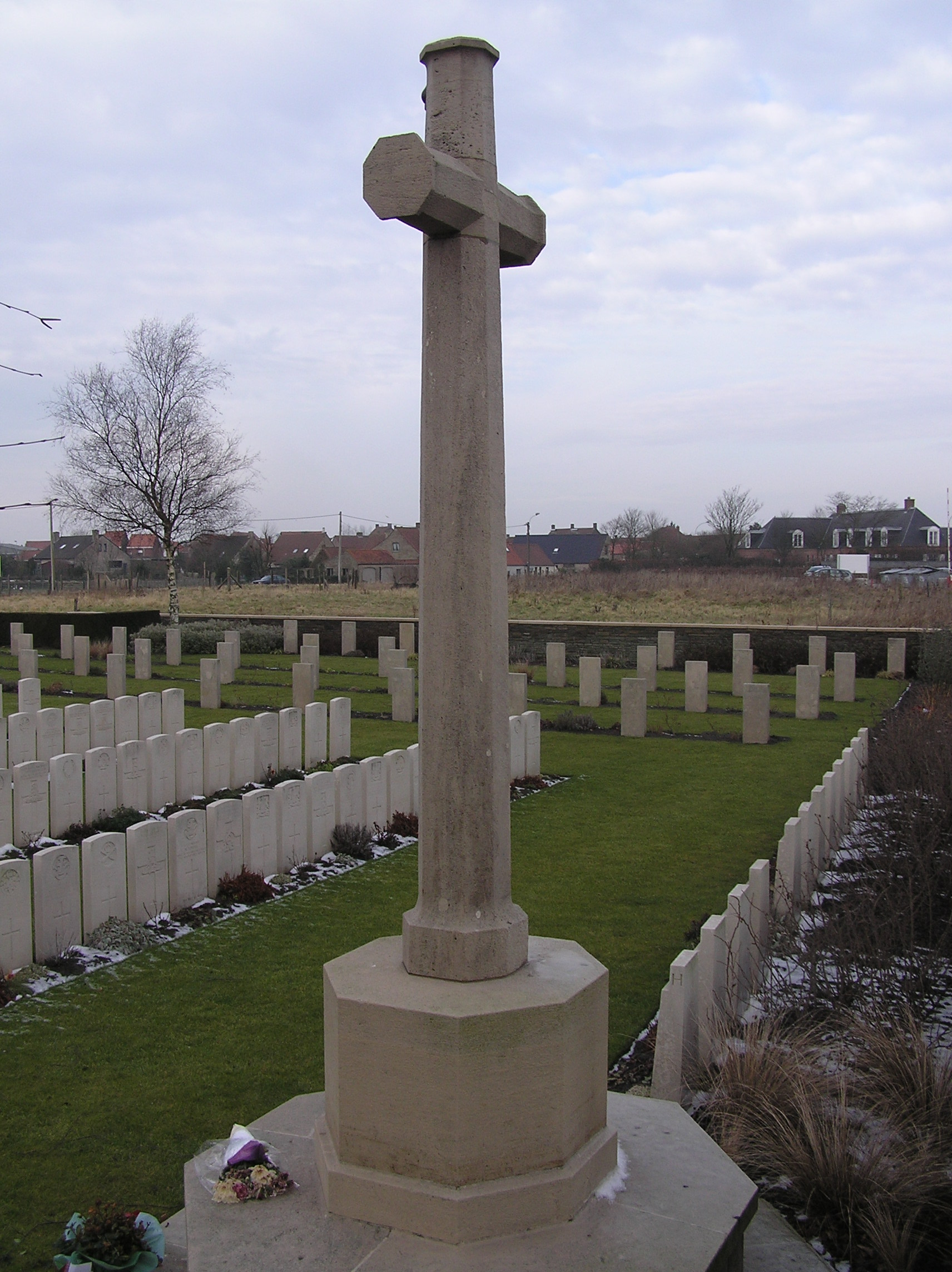
kříž s mečem
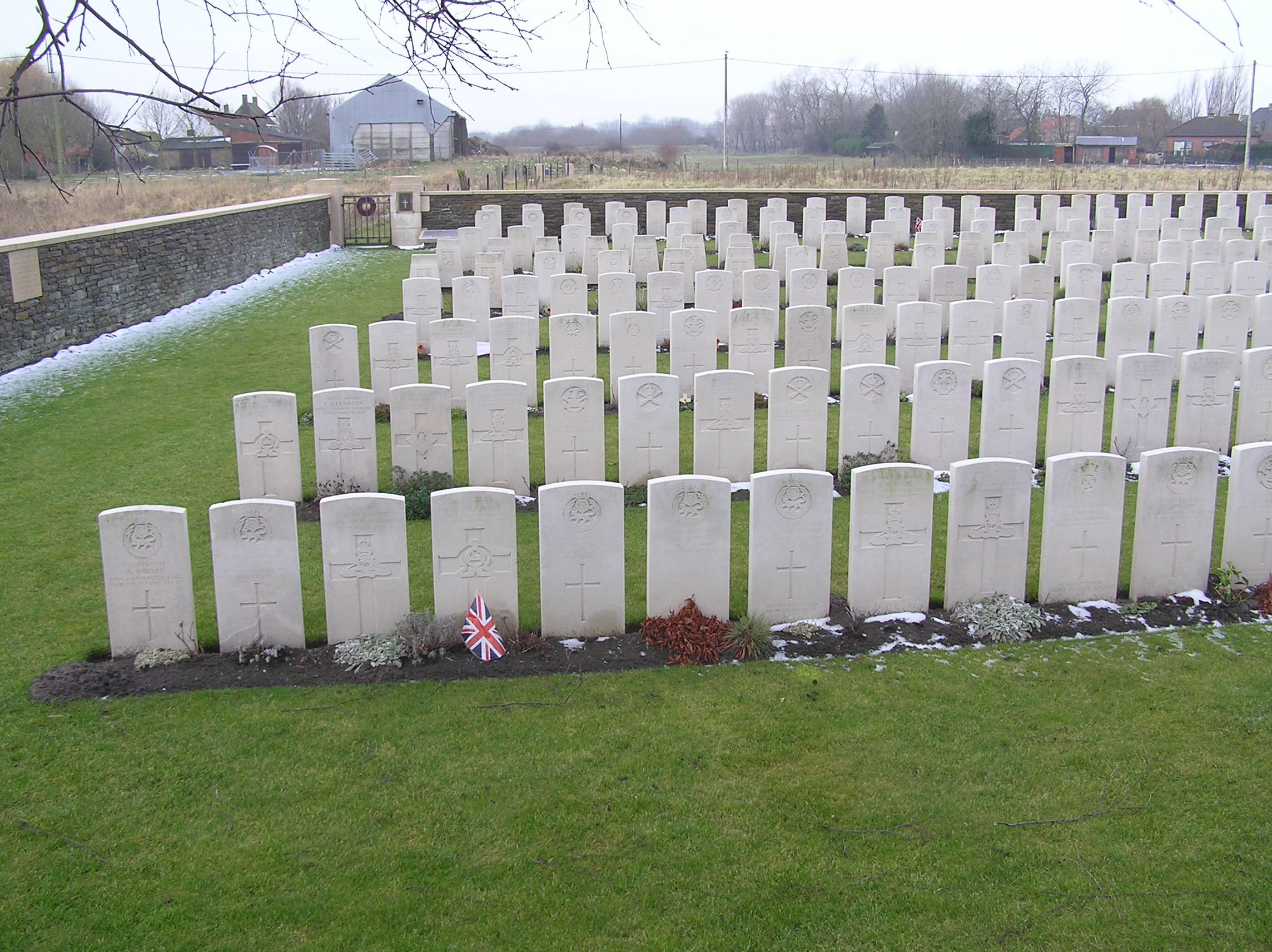
hroby
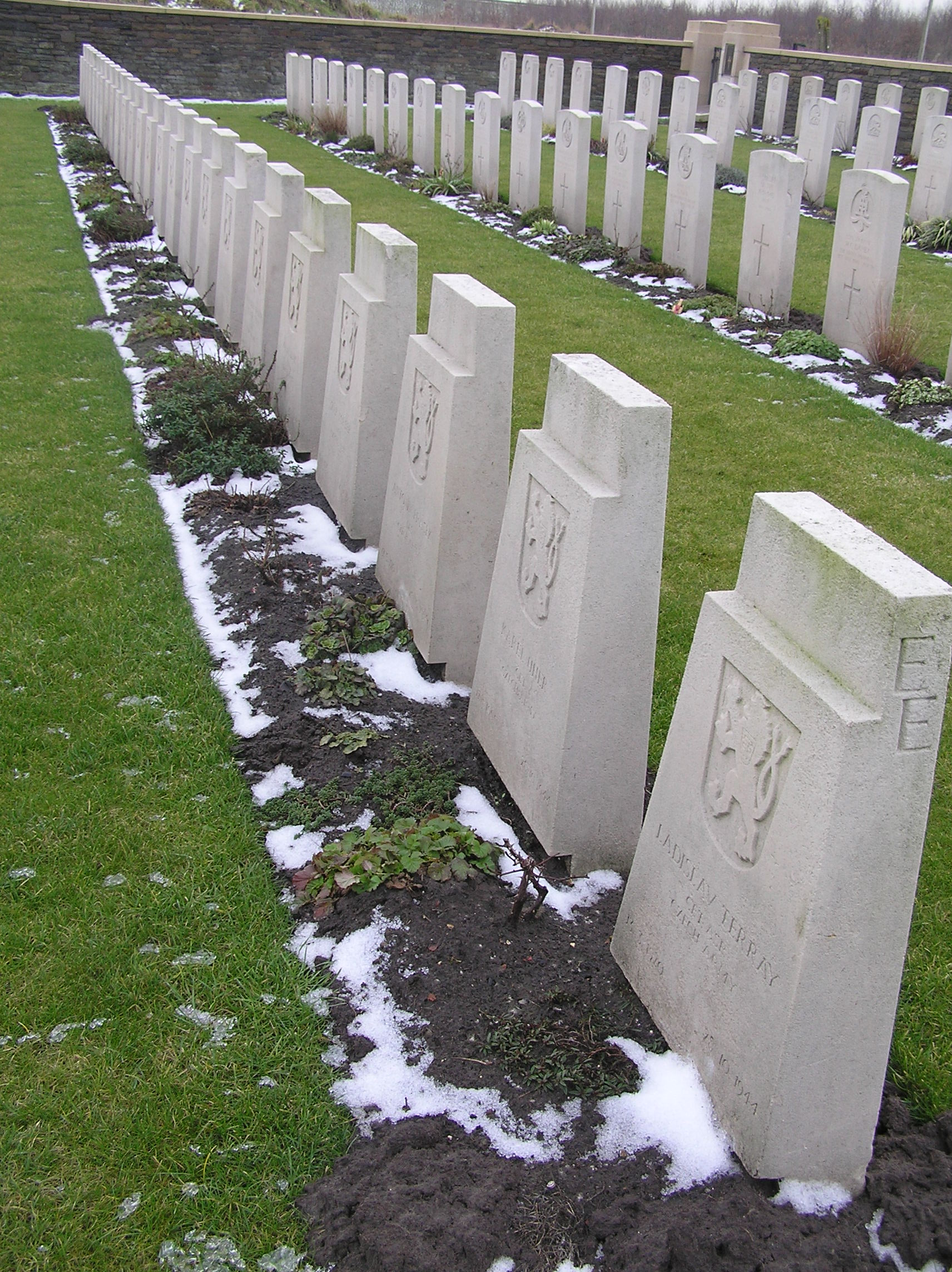
československé hroby
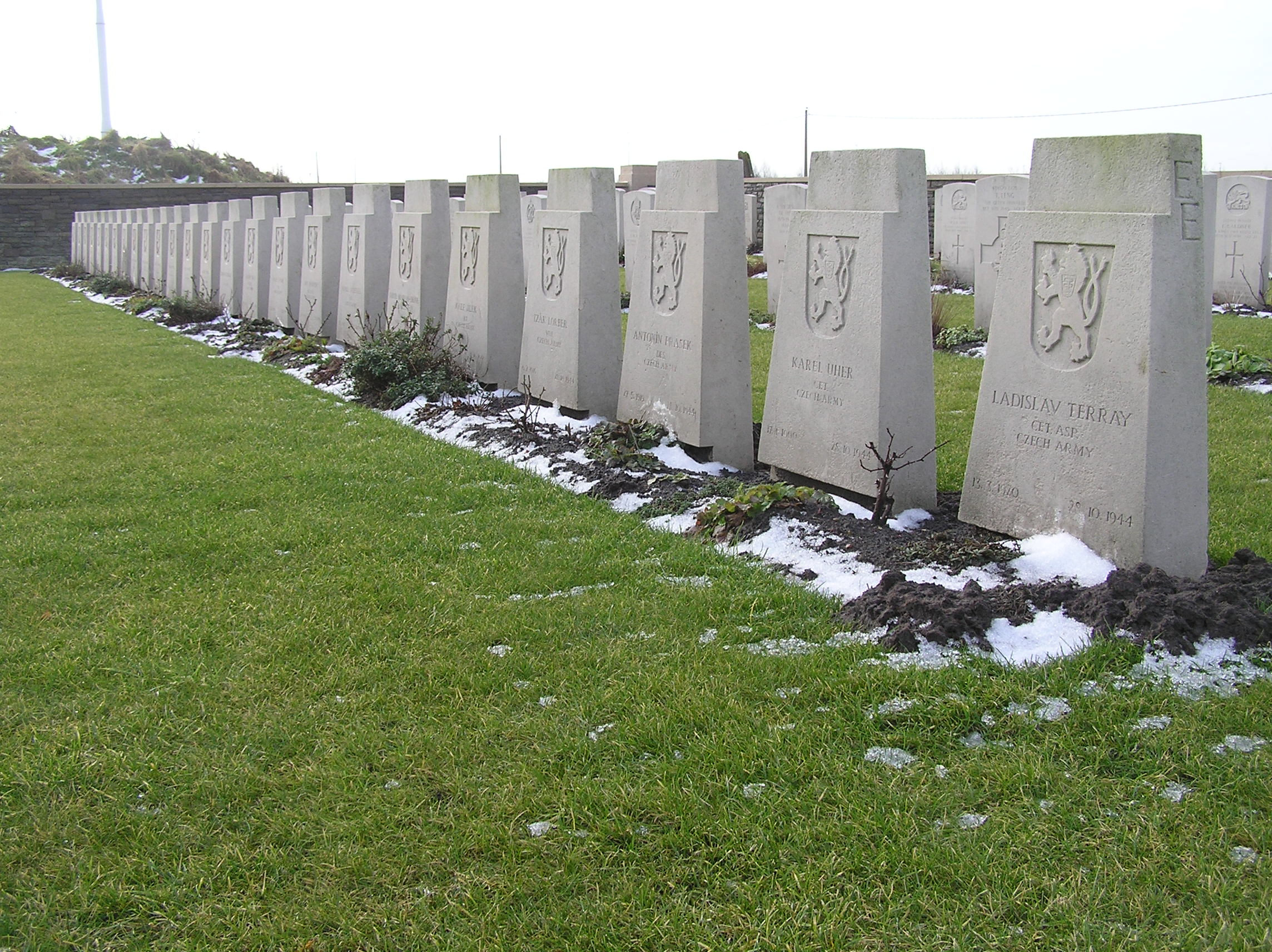
československé hroby
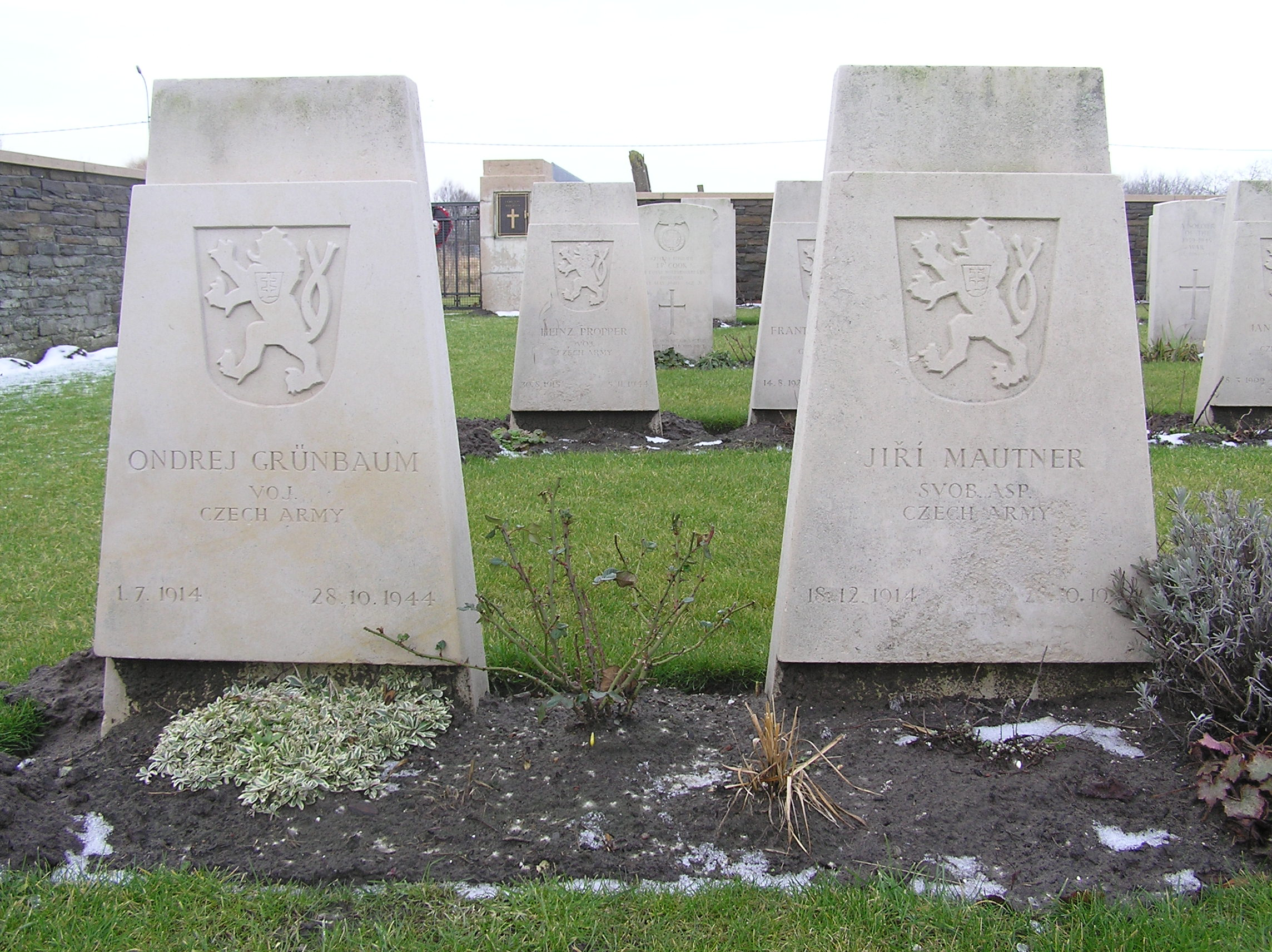
československé hroby
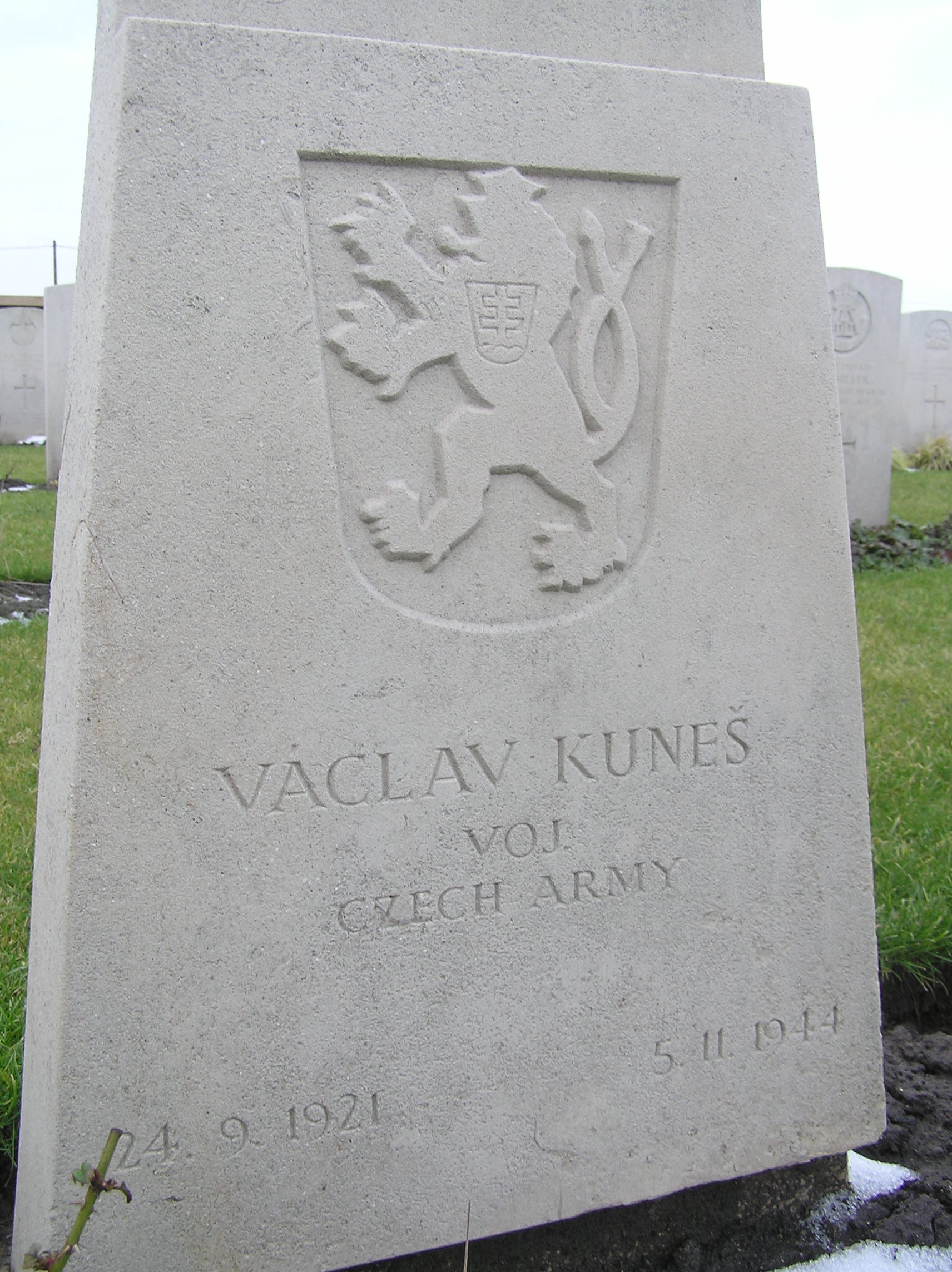
hrob Václava Kuneše